# Kinshasa Airways
Kinshasa Airways es una aerolínea de carga con base en Sharjah, Emiratos Árabes Unidos. Fue fundada en 2002 y efectúa vuelos de carga desde la República Democrática del Congo y Oriente Medio.
En junio de 2006, Kinshasa Airways entró en la lista de aerolíneas prohibidas en la Unión Europea por fallos de seguridad.

## Flota
En agosto de 2006 la flota de Kinshasa Airways incluía:
- 1 Boeing 707-320B
- 1 Boeing 727-200
- 2 Douglas DC-8-55JT

### Flota retirada
En enero de 2005 la aerolínea disponía de:
- 1 Boeing 707-320C
- 1 Tupolev Tu-154B-2